# Nationaal park Bukit Baka Bukit Raya
Nationaal park Bukit Baka Bukit Raya is een nationaal park in Indonesië. Het ligt in de provincie West-Kalimantan op het eiland Borneo, nabij de stad Pontianak.